# Thomas Plomgren
Thomas Plomgren (1751 adlad von Plomgren), född 16 augusti 1702 i Stockholm, död 21 juni 1754 i Stockholm, var en svensk affärsman och politiker.

## Biografi

### Tidiga år
Thomas Plomgren var bror till Anders Plomgren (1700–1766), och son till borgaren och linkrämaren Anders Plomgren och Margareta L'Eclaire av vallonsk börd och släkt med ätten Charpentier. Vid 14 års ålder måste han avbryta studierna för att biträda modern, som efter hans faders död fortsatte dennes rörelse.

### Karriär
Plomgren började år 1719 arbeta på ett köpmanskontor i Königsberg och erhöll år 1725 burskap, samma år öppnade han en egen grosshandlaraffär i Stockholm. Driftig och utrustad med stor affärsförmåga, kastade Plomgren sig med iver in i det då som bäst pågående fosterländska strävandet att höja svenska näringslivet. Han var en av dem, som först i enlighet med vad som åsyftades med produktplakatet började på svenska skepp hemföra utländska varor (från Medelhavshamnarna), och därför blev han också 1738 en av direktörerna i det då upprättade Levantiska kompaniet.
Plomgren ägnade sig också åt politiken. Av Stockholms borgerskap valdes han till ledamot av alla riksdagar från och med 1738 till och med 1751. Han var en ivrig anhängare av Hattpartiet, vars äventyrliga finans- och näringspolitik öppnade ett vidsträckt fält för spekulationer. Därutöver åtog han sig vid 1738 års riksdag tillsammans med Gustaf Kierman att mot en viss penningsumma skaffa det franska partiet (hattarna) övervikt inom borgarståndet och höll ord. Även vid följande riksdagar var han en av de verksammaste mellanhänderna för det franska mutväsendet. 
1739 blev han bankofullmäktig. Under riksdagen 1740–1741 arbetade han i sekreta utskottet kraftigt för krigspolitiken och lät sig av detta utskott belönas med åtskilliga förmånliga affärsuppdrag, till exempel att dra in de franska subsidierna. Under riksdagen 1742–1743, då hattarnas välde vacklade, miste han detta förtroende, höll på att råka illa ut för ett försök att utsprida en understucken instruktion för Englands sändebud i Sverige och kom i häftig strid med grosshandlaren Kristofer Springer, som ville förmå Stockholms borgerskap att beröva honom riksdagsmannaskapet, i samband med Principalatsstriden.
Med hattarna befäste Plomgren sin ställning under riksdagen 1746–1747, och han blev nu en av deltagarna i det bolag, som 1747 under namn av växelkontor, på för statsverket betungande villkor, åtog sig att genom konstlade medel höja bankosedlarnas värde. Samma år blev han även fullmäktig i det nyinrättade Jernkontoret, kommerseråd och handelsborgmästare i Stockholm. Vid riksdagen 1751–1752 valdes han till talman i borgarståndet.
Vid Adolf Fredriks kröning (1751) adlades hans barn under namnet von Plomgren.
Plomgren efterlämnade vid sin död en stor förmögenhet. Han var en lidelsefull partiman och kan ej frikännas från egennytta, men han var otvivelaktigt besjälad av en uppriktig strävan att höja Sveriges ekonomiska liv, offrade mycken tid åt allmänna och kommunala angelägenheter och tog en livlig andel i tidens omfattande näringslagstiftningsarbeten. Han räknas till de rika köpmän i Stockholm som kallades Skeppsbroadeln.
Plomgren blev 1739 ledamot av Vetenskapsakademien och skrev en uppsats om handeln, som intogs i dennas handlingar.
Thomas Plomgren var gift med rådmansdottern Birgitta Christina Funck (1702–1757) från Västerås och farfar till officeren Peter von Plomgren (1770–1848). Han var svärfar till Carl Fredrik Pechlin, John Jennings och Robert Finlay.